# King's College (Cambridge)

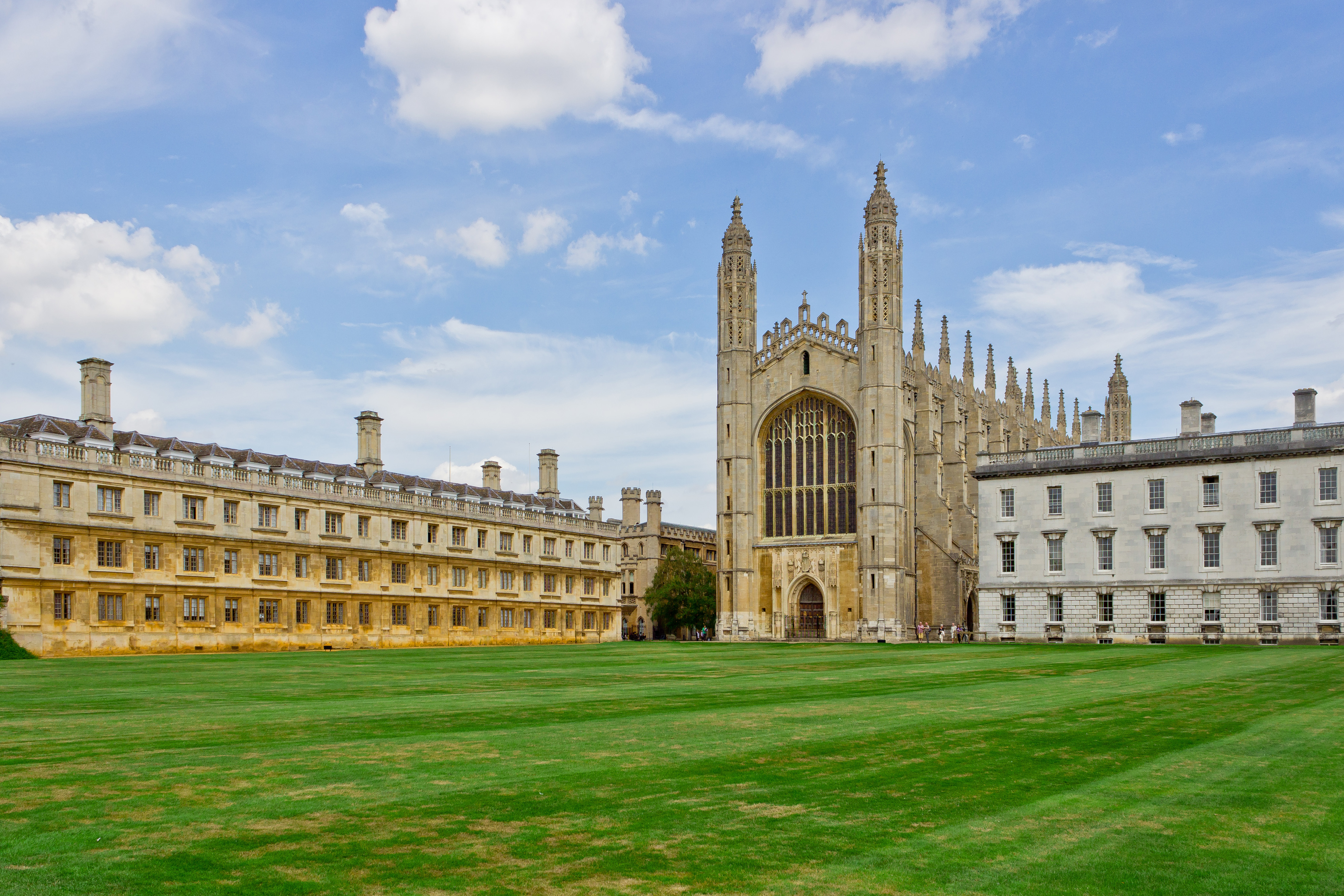
Ao centro a King's College Chapel ladeada por dois outros edifícios universitários

Kings College é uma faculdade constituinte da Universidade de Cambridge, em Cambridge, Inglaterra, Reino Unido. Formalmente chamada The King's College of Our Lady and Saint Nicholas in Cambridge, a faculdade fica na margem do rio Cam em frente a King's Parade, no centro da cidade.
A instituição foi fundada em 1441 por Henrique VI, logo depois de ele fundar a faculdade de Eton. No entanto, os planos do rei para a faculdade foram interrompidos pela Guerra das Rosas e pela escassez de fundos resultante do conflito e por seu eventual deposição. Pouco progresso foi feito no projeto até que, em 1508, Henrique VII começou a ter interesse pela faculdade, muito provavelmente como um movimento político para legitimar a sua nova posição. A construção da capela do colégio, iniciada em 1446, foi finalmente concluída em 1544, durante o reinado de Henrique VIII.
A King's College Chapel é considerada um dos maiores exemplos da arquitetura gótica inglesa. Ele tem a maior abóbada em leque do mundo e os vitrais e a tela de madeira da capela são considerados alguns dos melhores de sua época. O edifício é visto como emblemático de Cambridge. O coro da capela, composto por estudantes do sexo masculino do King's e coristas da vizinha King's College School, é um dos mais talentosos e renomados no mundo. Todos os anos, na véspera de Natal, o Festival Nine Lessons and Carols (um serviço concebido especificamente para o King's College pelo reitor Eric Milner-White) é transmitido a partir da capela para milhões de ouvintes em todo o mundo.